# Denise Rebergen
Denise Rebergen (Rhenen, 7 januari 1990) is een Nederlandse actrice en scenarist.
Als zeventienjarige was ze reportagemaakster voor het webzine Spunk, toen ze met een T-shirt met beledigend opschrift werd opgepakt voor majesteitsschennis.
Rebergen begon in 2010 aan de acteursopleiding van de Toneelacademie Maastricht, maar heeft de opleiding voortijdig verlaten. Ze maakte haar acteerdebuut als Jip in de Nederlandse misdaadserie Penoza, die vanaf 2010 werd uitgezonden door de KRO op Nederland 3. Tevens speelde ze een bijrol in de serie In therapie (2010) en verscheen ze hetzelfde jaar in de tweedelige telefilm Retour Uruzgan (EO). In het voorjaar van 2012 speelde ze met Vanja Rukavina in de open movie Tears of Steel. Vanaf mei 2014 speelde Rebergen in theaterstuk ANNE in Theater Amsterdam. Daar speelde zij de rol van Jacqueline en was tevens eerste understudy voor de rollen van Anne Frank en Margot Frank.
In 2015 werd Rebergen toegelaten tot de Scenario-opleiding van de Nederlandse Filmacademie in Amsterdam. Met haar afstudeerscript won ze de AVROTROS Scenarioprijs.